# Gelijkheid van Chasles-Möbius

De somvector van de vectoren a en b

De gelijkheid van Chasles-Möbius, ook betrekking van Chasles-Möbius, stelt dat een vector {\displaystyle {\vec {\mathrm {PR} }}} tussen twee punten {\displaystyle \mathrm {P} } en {\displaystyle \mathrm {R} } gelijk is aan de som van de twee vectoren {\displaystyle {\vec {\mathrm {PQ} }}} en {\displaystyle {\vec {\mathrm {QR} }}} via een derde punt {\displaystyle \mathrm {Q} }:
{\displaystyle {\vec {\mathrm {PQ} }}+{\vec {\mathrm {QR} }}={\vec {\mathrm {PR} }}}
De vergelijking is naar Michel Chasles (1793-1880), een Franse wiskundige, genoemd en naar August Ferdinand Möbius (1790-1868), een Duitse wiskundige.
Voor deze drie vectoren {\displaystyle \mathbf {a} ={\vec {\mathrm {PQ} }}}, {\displaystyle \mathbf {b} ={\vec {\mathrm {QR} }}} en {\displaystyle \mathbf {a} +\mathbf {b} ={\vec {\mathrm {PR} }}} geldt de driehoeksongelijkheid:
{\displaystyle \|\mathbf {a} +\mathbf {b} \|\ \leq \ \|\mathbf {a} \|+\|\mathbf {b} \|}
{\displaystyle \mathrm {P} } is het aangrijpingspunt van {\displaystyle \mathbf {a} } en {\displaystyle \mathrm {Q} } van {\displaystyle \mathbf {b} }.
De gelijkheid van Chasles-Möbius komt uit 1844 en is op de keper beschouwd een definitie van de som van vectoren. Ze kan, gelezen van links naar rechts, worden gebruikt om een vector te elimineren en gelezen van rechts naar links met behulp van een willekeurig punt worden gebruikt om een vector in twee nieuwe vectoren te splitsen.